# Гипотеза Эрдёша о числе различных расстояний
Гипотеза Эрдёша о числе различных расстояний — утверждение комбинаторной геометрии, согласно которому между {\displaystyle n} различными точками на плоскости имеется не меньше, чем {\displaystyle n^{1-o(1)}} различных расстояний. Гипотеза сформулирована Палом Эрдёшем в 1946 году, в 2010 году Ларри Гут и Нетс Катц (англ. Nets Hawk Katz) объявили о возможном решении этой проблемы, окончательное доказательство Гута и Каца было завершено в 2015 году.

## Гипотеза
Пусть {\displaystyle g(n)} минимальное число различных расстояний между {\displaystyle n} точками на плоскости. В 1946 году Эрдёш доказал оценки
{\displaystyle {\sqrt {n-3/4}}-1/2\leqslant g(n)\leqslant cn/{\sqrt {\log n}}} для некоторой константы {\displaystyle c}. Нижняя оценка получена простым доказательством, верхняя оценка получена на базе квадратной решётки {\displaystyle {\sqrt {n}}\times {\sqrt {n}}} и того, что число целых меньше {\displaystyle n} равных сумме двух квадратов равно {\displaystyle O(n/{\sqrt {\log n}})} согласно результату Ландау — Рамануджана. Эрдёш предположил, что верхняя граница ближе к истинной величине {\displaystyle g(n)} и {\displaystyle g(n)=\Omega (n^{c})} верно для любого {\displaystyle c<1}.

## Результаты
Нижняя граница Эрдёша g(n) = Ω(n1/2) последовательно улучшалась:
- g(n) = Ω(n2/3) — Лео Мозер (англ. Leo Moser), 1952;
- g(n) = Ω(n5/7) — Фан Чун (англ. Fan Chung), 1984;
- g(n) = Ω(n4/5/log n) — Фан Чун, Эндре Семереди, Уильям Троттер, 1992;
- g(n) = Ω(n4/5) — Ласло Секей, 1993;
- g(n) = Ω(n6/7) — Йожеф Шоймоши, Чаба Тот, 2001;
- g(n) = Ω(n(4e/(5e − 1)) − e) — Габор Тардош (англ. Gábor Tardos), 2003;
- g(n) = Ω(n((48 − 14e)/(55 − 16e)) − e) — Нетс Кац, Габор Тардош, 2004;
- g(n) = Ω(n/log n) — Ларри Гут, Нетс Кац, 2015.

## Другие размерности
Эрдёш рассмотрел также проблему для более высоких размерностей пространства. Пусть {\displaystyle g_{d}(n)} минимальное число различных расстояний для {\displaystyle n} точек в евклидовом пространстве размерности {\displaystyle d}. Он доказал, что gd(n) = Ω(n1/d) и gd(n) = O(n2/d) и предположил, что верхняя граница является близкой, то есть gd(n) = Θ(n2/d). В 2008 году Шоймоши и Ван Ву (англ. Van Vu)) получили нижнюю оценку gd(n) = O(n2/d(1-1/(d+2))).